# Enoplus behringicus
Enoplus behringicus is een rondwormensoort uit de familie van de Enoplidae.